# Głębokie państwo w Turcji
Głębokie państwo (tur. derin devlet) – pojęcie obecne w tureckiej przestrzeni publicznej, oznaczające niedookreśloną organizację, której celem jest nielegalna działalność i dążenie do ingerencji w funkcjonowanie państwa. Cele organizacji są określane w zależności od poglądów politycznych danej osoby i najczęściej określane jako mające na celu wprowadzenie dyktatury lub dążenie do siłowego utrzymania świeckości państwa. Powszechnie za dowód istnienia głębokiego państwa uważa się skandal z Susurluk i aferę Ergenekon.
Według powszechnej opinii głębokie państwo jest świetnie zorganizowane, posiada swoje utajnione struktury, które powstały po zakończeniu II wojny światowej z inicjatywy Stanów Zjednoczonych, którego władze obawiały się infiltracji sowieckiej. W celu realizacji doktryny Trumana Amerykanie mieli sfinansować powstanie organizacji dysponującej skrzydłem paramilitarnym, której zadaniem był między innymi sabotaż. Według powszechnej teorii struktura ta, w odróżnieniu od innych krajów zagrożonych przez ZSRR, miała zyskać znaczący wpływ na politykę, a dowodem na to miały być wojskowe zamachy stanu przeprowadzane pod hasłami zagrożenia świeckości państwa.